# تیم ملی والیبال مردان روسیه
تیم ملی والیبال مردان روسیه، یکی از تیم‌های ملی کشور روسیه در رشتهٔ والیبال و یکی از تیم‌های قدرتمند و پر افتخار والیبال جهان است. روسیه تا سال ۱۹۹۱ به نمایندگی از کل اتحاد جماهیر شوروی و در سال ۱۹۹۲ تحت نام کشورهای مستقل همسود در مسابقات شرکت می‌کرد. تیم ملی فعلی روسیه در سال ۱۹۹۳ پس از تقسیم اتحاد جماهیر شوروی به وجود آمد. تیم ملی روسیه مدال طلای بازی‌های المپیک لندن ۲۰۱۲ را به دست آورده‌است.

## روسیه در لیگ جهانی
- ۱۹۹۰ — چهارم
- ۱۹۹۱ — مدال برنز
- ۱۹۹۲ — ششم
- ۱۹۹۳ —  مدال نقره
- ۱۹۹۴ — ششم
- ۱۹۹۵ — چهارم
- ۱۹۹۶ — مدال برنز
- ۱۹۹۷ — مدال برنز
- ۱۹۹۸ —  مدال نقره
- ۱۹۹۹ — چهارم
- ۲۰۰۰ —  مدال نقره
- ۲۰۰۱ — مدال برنز
- ۲۰۰۲ —  مدال طلا
- ۲۰۰۳ — هفتم
- ۲۰۰۴ — حضور نداشت.
- ۲۰۰۵ — حضور نداشت.
- ۲۰۰۶ — مدال برنز
- ۲۰۰۷ —  مدال نقره
- ۲۰۰۸ — مدال برنز
- ۲۰۰۹ — مدال برنز
- ۲۰۱۰ —  مدال نقره
- ۲۰۱۱ —  مدال طلا
- ۲۰۱۲ — هشتم
- ۲۰۱۳ —  مدال طلا
- ۲۰۱۴ — پنجم
- ۲۰۱۵ — هشتم
- ۲۰۱۶ — هفتم
- ۲۰۱۷ — پنجم

## روسیه در المپیک
- ۱۹۶۴ —  مدال طلا
- ۱۹۶۸ — حضور نداشت.
- ۱۹۷۲ — مدال برنز
- ۱۹۷۶ —  مدال نقره
- ۱۹۸۰ —  مدال طلا
- ۱۹۸۴ — حضور نداشت.
- ۱۹۸۸ —  مدال نقره
- ۱۹۹۲ — حضور نداشت.
- ۱۹۹۶ — حضور نداشت.
- ۲۰۰۰ — ششم
- ۲۰۰۴ — چهارم
- ۲۰۰۸ — چهارم
- ۲۰۱۲ —  مدال طلا
- ۲۰۱۶ — چهارم
- ۲۰۲۰-  مدال نقره

## اعضای کنونی تیم
.
سرمربی: توماس ساملوو
| شماره. | نام                                                    | تاریخ تولد      | قد                       | وزن                    | اسپک                    | دفاع                    | باشگاه ۲۰۱۴          |
| ------ | ------------------------------------------------------ | --------------- | ------------------------ | ---------------------- | ----------------------- | ----------------------- | -------------------- |
| 1      | پاول پانکوف                                            | ۲۸ مارس ۱۹۸۶    | ۱٫۹۸ متر (۶ فوت ۶ اینچ)  | ۹۰ کیلوگرم (۲۰۰ پوند)  | ۳۴۵ سانتیمتر (۱۳۶ اینچ) | ۳۲۳ سانتیمتر (۱۲۷ اینچ) | گازپروم یوگرا        |
| 2      | الیا ولازوف                                            | ۱۲ دسامبر ۱۹۸۸  | ۲٫۰۲ متر (۶ فوت ۸ اینچ)  | ۹۳ کیلوگرم (۲۰۵ پوند)  | ۳۵۲ سانتیمتر (۱۳۹ اینچ) | ۳۲۴ سانتیمتر (۱۲۸ اینچ) | دینامو مسکو          |
| 3      | پاول کروگلوف Pavel Kruglov پست: Opposite               | ۹ سپتامبر ۱۹۸۵  | ۲٫۰۵ متر (۶ فوت ۹ اینچ)  | ۹۸ کیلوگرم (۲۱۶ پوند)  | ۳۵۱ سانتیمتر (۱۳۸ اینچ) | ۳۴۲ سانتیمتر (۱۳۵ اینچ) | دینامو مسکو          |
| 4      | آرتم ولویچ Artem Volvich پست: Middle Blocker           | ۲۲ ژانویه ۱۹۹۰  | ۲٫۰۸ متر (۶ فوت ۱۰ اینچ) | ۹۶ کیلوگرم (۲۱۲ پوند)  | ۳۵۰ سانتیمتر (۱۴۰ اینچ) | ۳۳۰ سانتیمتر (۱۳۰ اینچ) | لوکوموتیو نووسیبیرسک |
| 5      | سرگئی گرانکین Sergey Grankin پست: Setter               | ۲۱ ژانویه ۱۹۸۵  | ۱٫۹۵ متر (۶ فوت ۵ اینچ)  | ۹۶ کیلوگرم (۲۱۲ پوند)  | ۳۵۱ سانتیمتر (۱۳۸ اینچ) | ۳۲۰ سانتیمتر (۱۳۰ اینچ) | دینامو مسکو          |
| 6      | اوگنی سیوژلز پست:                                      | ۶ اوت ۱۹۸۶      | ۱٫۹۶ متر (۶ فوت ۵ اینچ)  | ۹۰ کیلوگرم (۲۰۰ پوند)  | ۳۳۰ سانتیمتر (۱۳۰ اینچ) | ۳۲۰ سانتیمتر (۱۳۰ اینچ) | زنیت کازان           |
| 7      | نیکولای پاولوف Nikolai Pavlov پست: Opposite            | ۲۲ مه ۱۹۸۲      | ۱٫۹۶ متر (۶ فوت ۵ اینچ)  | ۹۳ کیلوگرم (۲۰۵ پوند)  | ۳۴۲ سانتیمتر (۱۳۵ اینچ) | ۳۲۱ سانتیمتر (۱۲۶ اینچ) | گابرنیا              |
| 8      | سرگئی تتیوخین Sergey Tetyukhin پست: Outside Hitter     | ۲۳ سپتامبر ۱۹۷۵ | ۱٫۹۷ متر (۶ فوت ۶ اینچ)  | ۸۹ کیلوگرم (۱۹۶ پوند)  | ۳۴۵ سانتیمتر (۱۳۶ اینچ) | ۳۳۸ سانتیمتر (۱۳۳ اینچ) | بلوگوری              |
| 9      | الکسی اسپریدونوف Alexey Spiridonov پست: Outside Hitter | ۲۶ ژوئن ۱۹۸۸    | ۱٫۹۶ متر (۶ فوت ۵ اینچ)  | ۹۶ کیلوگرم (۲۱۲ پوند)  | ۳۴۷ سانتیمتر (۱۳۷ اینچ) | ۳۲۸ سانتیمتر (۱۲۹ اینچ) | زنیت کازان           |
| 10     | سرگئی ساوین Sergey Savin پست: Outside Hitter           | ۷ اکتبر ۱۹۸۸    | ۲٫۰۱ متر (۶ فوت ۷ اینچ)  | ۹۲ کیلوگرم (۲۰۳ پوند)  | ۳۴۳ سانتیمتر (۱۳۵ اینچ) | ۳۲۵ سانتیمتر (۱۲۸ اینچ) | گابرنیا              |
| 11     | آندری آشچف Andrey Ashchev پست: Middle Blocker          | ۱۰ مه ۱۹۸۳      | ۲٫۰۲ متر (۶ فوت ۸ اینچ)  | ۱۰۵ کیلوگرم (۲۳۱ پوند) | ۳۵۰ سانتیمتر (۱۴۰ اینچ) | ۳۳۸ سانتیمتر (۱۳۳ اینچ) | زنیت کازان           |
| 12     | الکساندر بوتکو Alexander Butko پست: Setter             | ۱۸ مارس ۱۹۸۶    | ۱٫۹۸ متر (۶ فوت ۶ اینچ)  | ۹۷ کیلوگرم (۲۱۴ پوند)  | ۳۳۹ سانتیمتر (۱۳۳ اینچ) | ۳۲۷ سانتیمتر (۱۲۹ اینچ) | لوکوموتیو نووسیبیرسک |
| 13     | دیمیتری موزرسکی Dmitriy Muserskiy پست: Middle Blocker  | ۲۹ اکتبر ۱۹۸۸   | ۲٫۱۸ متر (۷ فوت ۲ اینچ)  | ۱۰۴ کیلوگرم (۲۲۹ پوند) | ۳۷۵ سانتیمتر (۱۴۸ اینچ) | ۳۴۷ سانتیمتر (۱۳۷ اینچ) | بلوگوری              |
| 14     | الکساندر آبروسیموف پست:                                | ۲۵ اوت ۱۹۸۳     | ۲٫۰۷ متر (۶ فوت ۹ اینچ)  | ۹۸ کیلوگرم (۲۱۶ پوند)  | ۳۴۱ سانتیمتر (۱۳۴ اینچ) | ۳۲۵ سانتیمتر (۱۲۸ اینچ) | لوکوموتیو نووسیبیرسک |
| 15     | دیمیتری ایلینیخ Dmitriy Ilinykh پست: Outside Hitter    | ۳۱ ژانویه ۱۹۸۷  | ۲٫۰۱ متر (۶ فوت ۷ اینچ)  | ۹۲ کیلوگرم (۲۰۳ پوند)  | ۳۳۸ سانتیمتر (۱۳۳ اینچ) | ۳۳۰ سانتیمتر (۱۳۰ اینچ) | بلوگوری              |
| 16     | الکسی وربوف Alexey Verbov پست: Libero                  | ۳۱ ژانویه ۱۹۸۲  | ۱٫۸۳ متر (۶ فوت ۰ اینچ)  | ۷۹ کیلوگرم (۱۷۴ پوند)  | ۳۱۵ سانتیمتر (۱۲۴ اینچ) | ۳۱۰ سانتیمتر (۱۲۰ اینچ) | زنیت کازان           |
| 17     | ماکسیم میخائیلوف Maxim Mikhlaikov پست: Opposite        | ۱۹ مارس ۱۹۸۸    | ۲٫۰۲ متر (۶ فوت ۸ اینچ)  | ۱۰۳ کیلوگرم (۲۲۷ پوند) | ۳۴۵ سانتیمتر (۱۳۶ اینچ) | ۳۳۰ سانتیمتر (۱۳۰ اینچ) | زنیت کازان           |
| 18     | پاول موروز Pavel Moroz پست: Opposite                   | ۲۶ فوریه ۱۹۸۷   | ۲٫۰۵ متر (۶ فوت ۹ اینچ)  | ۱۰۵ کیلوگرم (۲۳۱ پوند) | ۳۵۲ سانتیمتر (۱۳۹ اینچ) | ۳۴۳ سانتیمتر (۱۳۵ اینچ) | لوکوموتیو نووسیبیرسک |
| 19     | ایگور کلودیسنکی پست:                                   | ۷ ژوئیه ۱۹۸۳    | ۱٫۹۴ متر (۶ فوت ۴ اینچ)  | ۹۲ کیلوگرم (۲۰۳ پوند)  | ۳۴۰ سانتیمتر (۱۳۰ اینچ) | ۳۲۵ سانتیمتر (۱۲۸ اینچ) | فاکل نووی اورنگوی    |
| ۲۰     | الکسی اوبمچیف Alexey Obmochaev پست: Libero             | ۲۲ مه ۱۹۸۹      | ۱٫۸۸ متر (۶ فوت ۲ اینچ)  | ۸۰ کیلوگرم (۱۸۰ پوند)  | ۳۲۵ سانتیمتر (۱۲۸ اینچ) | ۳۱۰ سانتیمتر (۱۲۰ اینچ) | دینامو مسکو          |
| ۲۱     | رومان براگین                                           | ۱۷ آوریل ۱۹۸۷   | ۱٫۸۷ متر (۶ فوت ۲ اینچ)  | ۸۲ کیلوگرم (۱۸۱ پوند)  | ۳۲۰ سانتیمتر (۱۳۰ اینچ) | ۳۰۵ سانتیمتر (۱۲۰ اینچ) | بلوگوری              |
| ۲۲     | الکساندر مارکین                                        | ۲۸ ژوئیه ۱۹۹۰   | ۱٫۹۶ متر (۶ فوت ۵ اینچ)  | ۹۴ کیلوگرم (۲۰۷ پوند)  | ۳۴۰ سانتیمتر (۱۳۰ اینچ) | ۳۲۵ سانتیمتر (۱۲۸ اینچ) | دینامو مسکو          |
| ۲۳     | ایلیا ولاسوف                                           | ۳ اوت ۱۹۹۵      | ۲٫۱۲ متر (۶ فوت ۱۱ اینچ) | ۹۸ کیلوگرم (۲۱۶ پوند)  | ۳۶۰ سانتیمتر (۱۴۰ اینچ) | ۳۴۵ سانتیمتر (۱۳۶ اینچ) | فاکل نووی اورنگوی    |
| ۲۴     | آرتم اسمولیر                                           | ۴ فوریه ۱۹۸۵    | ۲٫۰۹ متر (۶ فوت ۱۰ اینچ) | ۹۷ کیلوگرم (۲۱۴ پوند)  | ۳۶۲ سانتیمتر (۱۴۳ اینچ) | ۳۴۳ سانتیمتر (۱۳۵ اینچ) | بلوگوری              |
| ۲۵     | رومان مارتینیوک                                        | ۱۳ آوریل ۱۹۸۷   | ۱٫۸۲ متر (۶ فوت ۰ اینچ)  | ۷۵ کیلوگرم (۱۶۵ پوند)  | ۳۲۰ سانتیمتر (۱۳۰ اینچ) | ۳۱۰ سانتیمتر (۱۲۰ اینچ) | فاکل نووی اورنگوی    |
| ۲۶     |                                                        |                 |                          |                        |                         |                         |                      |
| ۲۷     |                                                        |                 |                          |                        |                         |                         |                      |
| ۲۸     |                                                        |                 |                          |                        |                         |                         |                      |
| ۲۹     |                                                        |                 |                          |                        |                         |                         |                      |
| ۳۰     |                                                        |                 |                          |                        |                         |                         |                      |

## مربیان
- ویاچسلاو پلاتونوف (۱۹۹۷–۱۹۹۶)
- ویاچسلاو زایتسف (۱۹۹۷)
- گنادی شیپولین (۲۰۰۴–۱۹۹۸)
- زوران گاییچ (۲۰۰۶–۲۰۰۵)
- ولادیمیر الکنو (۲۰۰۸–۲۰۰۷)
- دانیله بانیولی (۲۰۱۰–۲۰۰۹)
- ولادیمیر الکنو (۲۰۱۲–۲۰۱۱)
- آندری ورونونکو (۲۰۱۵–۲۰۱۳)
- ولادیمیر الکنو (۲۰۱۶–۲۰۱۵)
- سرگئی شلیاپنیکوف (۲۰۱۹–۲۰۱۷)
- توماس ساملوو (-۲۰۱۹)